# Himmelkuglen
Himmelkuglen eller himmelsfæren er en imaginær sfære (kugleskal) af stor, men ubestemt, radius med et centrum, som er sammenfaldende med jordens. Himmelkuglen bruges sammen med et passende koordinatsystem inden for astronomi og astronomisk navigation til at bestemme og beskrive retningen fra jorden til bestemte himmellegemer på et givet tidspunkt.
Himmelkuglens radius er ubestemt, hvilket skyldes at himmelkuglen primært bruges til at bestemme en retning til et himmellegeme for f.eks. at kunne lokalisere og observere himmellegemet fra jorden. 
Himmelkuglens ækvator er defineret som den storcirkel på himmelkuglen, hvor jordens ækvatorplan skærer himmelkuglen. 
Himmelkuglens nordpol og sydpol defineres som de punkter på himmelkuglen, som ligger lodret over jordens nordpol og sydpol.
Ved at definere et passende koordinatsystem på himmelkuglen kan man beskrive retningen til et himmellegeme på et givet tidspunkt med en position i koordinatsystemet. Der anvendes flere forskellige koordinatsystemer på himmelkuglen, herunder det ækvatorielle, ekliptiske og det horisontale koordinatsystem.